# Pasquale Mazzocchi
Pasquale Mazzocchi (* 27. Juli 1995 in Neapel) ist ein italienischer Fußballspieler und steht bei der SSC Neapel unter Vertrag.

## Karriere

### In den Vereinsmannschaften
Pasquale Mazzocchi spielte während seiner Jugendzeit bei Benevento Calcio und Hellas Verona.
Nach Leihstationen zu Bellaria Calcio und Pro Piacenza wechselte Mazzocchi am 14. Januar 2015 zu Rimini Calcio.
Am 12. Januar 2016 unterschrieb er einen Vertrag bei Parma Calcio. Mit Parma gelangen von der Serie D bis in die Serie A drei Aufstiege in Folge, was vorher noch kein anderer italienischer Verein schaffte.
Am 9. Juli 2018 wurde Mazzocchi vom AC Perugia verpflichtet und am 23. September 2020 wechselte er zum Venezia FC.
Am 25. Januar 2022 lieh die US Salernitana den Außenverteidiger bis zum Ende der Saison mit einer Kaufoption aus. Da der Klassenerhalt in der Serie A gelang, wurde Mazzocchi nach der Saison für eine Million Euro fest verpflichtet.
Am 5. Januar 2024 wechselte Mazzocchi für drei Millionen Euro (plus Bonus) zur SSC Neapel und unterschrieb dort einen Vertrag bis zum 30. Juni 2027. Zwei Tage später gab er sein Debüt, als er in der zweiten Halbzeit für Piotr Zielinski eingewechselt wurde. Nur fünf Minuten später musste er das Feld aufgrund eines Fouls und anschließendem Platzverweises wieder verlassen.

### In der Nationalmannschaft
Mazzocchi gab sein Debüt am 26. September 2022 im Nations-League-Spiel gegen Ungarn, wo er in den Schlussminuten eingewechselt wurde. Somit ist er der erste Spieler der US Salernitana, der für die italienische Nationalmannschaft spielte. Seit einer weiteren Nominierung im November 2022, bei der er ohne Einsatz blieb, wurde er nicht mehr nominiert.

## Titel
- Italienischer Meister: 2025 (SSC Neapel)